# فورتیز
فورتیز (به انگلیسی: Fortis) شرکت برق کانادایی است، که در زمینه تولید، توزیع و انتقال برق فعالیت می‌کند.
شرکت فورتیز در سال ۱۹۸۷ از دارایی‌های شرکت برق نیوفاندلند پاور (تأسیس: ۱۹۲۴) راه‌اندازی شد و در حال حاضر مالک ۹ شرکت تابعه و زیرمجموعه بوده، که در حوزه‌های برق و گاز طبیعی، همچنین املاک و مستغلات فعالیت می‌نمایند. این شرکت دارای عملیات در ایالات متحده آمریکا، کانادا، جزایر کیمن، کشورهای حوزه دریای کارائیب و آمریکای مرکزی می‌باشد.
دفتر مرکزی این شرکت در شهر سینت جان، نیوفاندلند و لابرادور، در آتلانتیک کانادا قرار دارد و بخشی از سهام آن در بازار بورس تورنتو مبادله می‌شود.